# هنری گریدی
هنری اف. «فرانسیس» گریدی (انگلیسی: Henry F. Grady; ۱۲ فوریهٔ ۱۸۸۲ – ۱۴ سپتامبر ۱۹۵۷) یک دیپلمات آمریکایی بود. او در سانفرانسیسکو، کالیفرنیا زاده شد. نام پدر جان هنری و نام مادرش الن ژنویو (رورک) گریدی بود، گریدی دکترای اقتصاد خود را از دانشگاه کلمبیا گرفت. در ۱۸ اکتبر ۱۹۱۷، او با لوکرتیا لوئیز دل واله (دختر سناتور ایالتی کالیفرنیا، رجینالدو فرانسیسکو دل واله و هلن ام. (سفید) دل واله، و نوه ایگناسیو دل واله، ازدواج کرد. دختر گریدی، پاتریشیا لوئیز گریدی، در پاریس، فرانسه، ۱۱ مه ۱۹۲۰ به دنیا آمد و در ۲۸ مه ۲۰۰۰، در اشویل، بانکوم، کارولینای شمالی درگذشت.

## شروع به کار
گریدی در وزارت بازرگانی ایالات متحده در اقتصاد به عنوان دستیار وزیر هربرت هوور در سال ۱۹۲۱ کار کرد. او از سال ۱۹۲۸ تا ۱۹۳۷ رئیس دانشکده بازرگانی دانشگاه کالیفرنیا برکلی بود. او در سال ۱۹۴۱ رئیس شرکت کشتیرانی American President Lines شد و تا سال ۱۹۴۷ در آنجا ماند.

## مرگ
او در ۱۴ سپتامبر ۱۹۵۷ در کشتی اس اس ویلسون، هنگام عبور از اقیانوس آرام، بر اثر نارسایی قلبی درگذشت و در قبرستان صلیب مقدس، کولما، کالیفرنیا به خاک سپرده شد.